# تقويم سلوقي

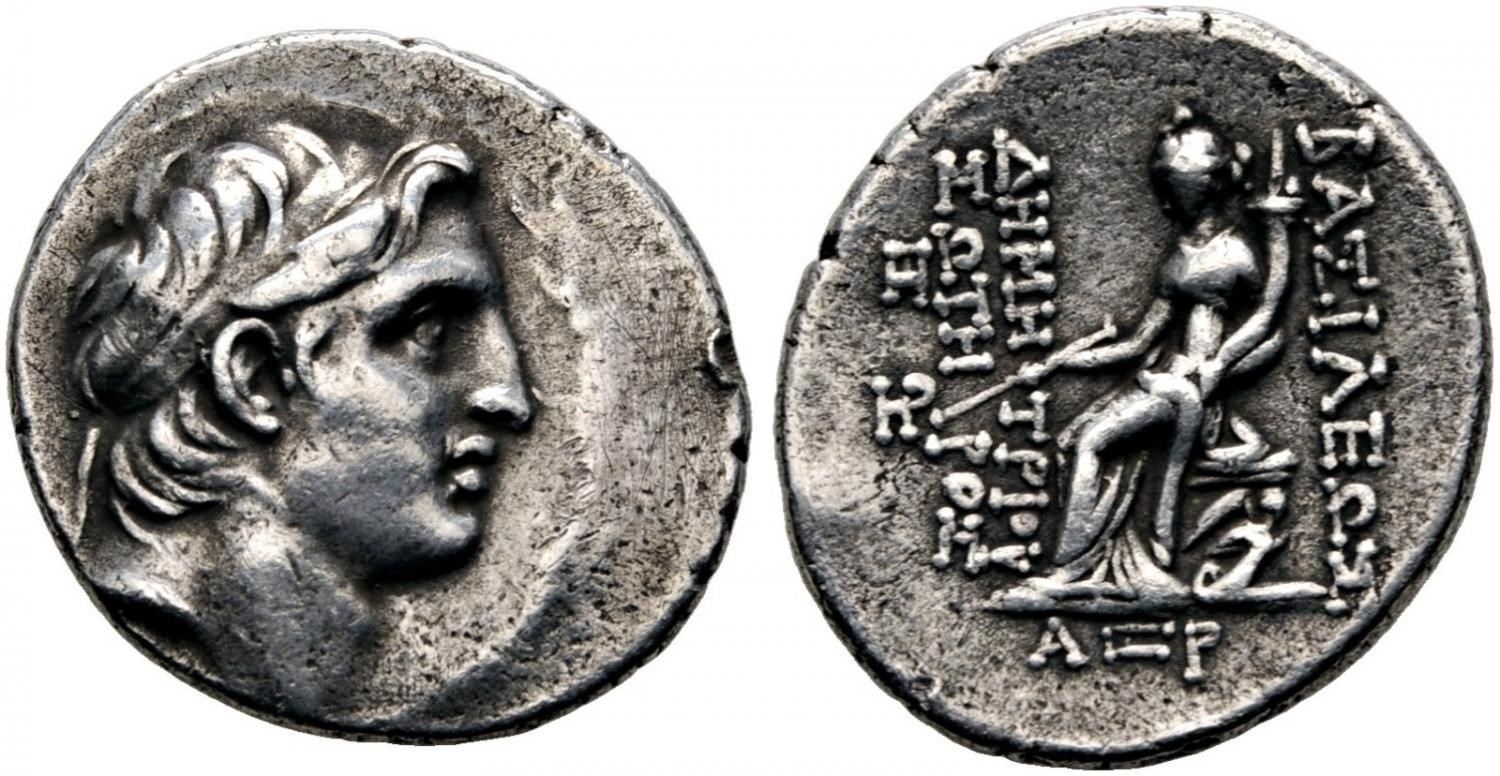

كان التقويم السلوقي أو أنو غريكوروم (والتي تعني حرفياً «سنة الإغريق» أو «العام الأغريقي»)، والتي قد تدل أحيانا على "AG"، هو نظام تقويم أستخدم من قبل الإمبراطورية السلوقية ودول أخرى من الحضارات الهلنستية القديمة. يشار إليه أحياناً باسم «سيادة السلوقيون»، أو عام الإسكندر. يعود تاريخ التقويم إلى سلوقس الأول نيكاتور وإعادة فتح بابل في 312/11 ق.م بعد نفيه في مصر البطلمية، أخذ بهذا التقويم من قبل سلوقس ومحكمته بمناسبة تأسيس الإمبراطورية السلوقية. وفقا للتقاليد اليهودية، كان ذلك خلال السنة السادسة من حكم الإسكندر الأكبر (ربما ابن الإسكندر الأكبر الرضيع، الإسكندر الرابع المقدوني) حيث بدأوا في الاستفادة من هذا التقويم. وتم ذكر ذكرى العصر الجديد في واحدة من السجلات البابلية، وقائع ملوك طوائف الأسكندر.

## تاريخ
تنازع خلفاء الإسكندر المقدوني بعد وفاته للحصول على أكبر نصيب من الإمبراطورية التي خلفها. وفي مؤتمر ترايبر ادويسوس عام 321 ق.م حصل سلوقس الأول على المقاطعة البابلية التي شكلت الجزء الشرقي من ولاية آسورا (الهلال الخصيب) في تنظيم الدولة الأخمينية. لكنه تركها لاحقاً لخسارته أمام منافسة أنتيگونوس ثم عاد بالعام 312 ق.م بعد انتصاره على دمتريوس ابن أنتيگونوس بمعركة جرت قرب غزة ليحكم البابلية من جديد ويؤسس الدولة السلوقية.

## النشأة
نشأ التقويم السلوقي مع بداية عدّ سلوقس الأول حاكم المقاطعة البابلية لسنين حكمه من صيف 312 ق.م. واستمر في حتسابها بعد أن أصبح ملكاً في العام 305/304 ق.م وحتى وفاته في العام 281 ق.م، ثم جاءت الخطوة التالية والحاسمة عندما تابع ابنه وخليفته أنطيوخوس الأول حساب سنين حكمه بوصفها امتدادا لحكم والده وتابع الملوك السلوقيون ذلك من بعده ليستقر بذلك التقويم السلوقي.

## صيغتا التقويم
لتقويم السلوقي صيغتان وذلك لاختلاف حساب سنوات الحكم بين التقاليد البابلية والتقاليد المقدونية. وفي الحالتين فإن تحويل السنة السلوقية إلى مايقابلها في السنة الميلادية يقود إلى وضع تواريخ مزدوجة، فالسنة الأولى حسب الصيغة المقدونية تقابل العام 312/311 ق.م والحسب الصيغة البابلية العام 311/310 ق.م

### المقدونية الغربية
كان الاسكندر المقدوني قد أرخ سنوات حكمه بدءاً من شهر ديوس (Dios) المقابل لشهر «تشريتو» البابلي (تشرين الأول) سنة 336 ق.م في يوم بدء السنة المقدونية أي بعد شهرين من توليه العرش.
وقرر سلوقس الأول الذي استتبت له الأمور في شهر آب عام 312 ق.م السير على نهج الاسكندر بتأريخ عهده مع بداية السنة المقدونية في شهر تشرين الأول 312 ق.م وحتى أيلول عام 211 ق.م وبذلك كانت الصيغة المقدونية التي استخدمت في غرب الإمبراطورية السلوقية

### البابلية الشرقية
تبدأ السنة البابلية في شهر نيسان وكانت التقاليد الملكية البالبلية لا تبدأ بتأريخ عهد أي حاكم جديد إلا مع رأس السنة الجديدة التي تلي وصوله إلى العرش. وهكذا فإن سنة سلوقس الأولى لم تبدأ في الحساب البابلي إلا في نيسان عام 311 ق.م، أي بعد ستة أشهر من بدايتها حسب الحساب المقدوني.
وكما كتب يوحنا ملالاس أن سلوقس أمر «بتسمية الشهور السورية حسب الطريقة المقدونية»
وهذا يعني استخدم الدورة التسع عشرية الفلكية البابلية لتعديل (كبس) السنة القمرية مع الدورة الفلكية للشمس في ضبط الشهور وتحويل الأسماء الآرامية لها لأسماء مقدونية.

## تسمياته
لم يسم السلوقيين تاريخهم وهو يرد بصيغ عديدة في المصادر الكلاسيكية حيث يرد في بعض النقوش بصيغة العدّ السابق وأيضاً
- سنوات دمشق: في نقش من حوران:
- حسب سنوات الكلدانيين: عند بطليموس الفلكي
- سنوات المقدونين السورين: في تاريخ باسكاله البزينطي
- ملكية الهيلينين: في سفر المكابين
- من ملكية سلوقس أو سنوات ملكية الآشورين (السوريين): عند يوسفيوس فلافيوس

أما في المصادر العربية فيرد أيضاً بصيغ مختلفة منها
- عهد الاسكندر ذو القرنين: عند المسعودي، وابن الأثير
- تاريخ اليونان: عند البيروني
- تاريخ السريان: عند المسعودي، وابن العبري

## مصير التقويم السلوقي
ارتبط التقويم السلوقي بدولة السلوقين، فألغى القائد الروماني بومبي العمل به عندما دخل مدينة أنطاكية في العام 64 ق.م إلا أن بقي بالاستخدام غير الرسمي حتى القرن السادس حيث استقر التقويم المسيحي الميلادي وتلى ذلك في القرن الثامن التقويم الإسلامي الهجري